# Csemy Péter
Csemy Péter (csémi) (1810. május 17. – 1883. január 26.) katolikus pap.
Győri tiszteletbeli kanonok, mosonyszentjánosi esperes-plébános volt. 1833. június 4. szentelték pappá. egyetlen munkája Pesten jelent meg:
- Az okos méhes gazda, az az Rövid utmutatás mikép lehet az országszerte szokásban lévő kegyetlen megfojtás nélkül a méhekből lehető legnagyobb hasznot huzni; Bucsánszky Ny., Pest, 1851
- Az okos méhes gazda; átdolg. Brózik Károly; 3. kiad.; Rózsa, Bp., 1886